# Cycas cairnsiana
Cycas cairnsiana es una especie de Cycadopsida del género Cycas, de la familia Cycadaceae, del orden Cycadales.

## Distribución
Cycas cairnsiana se distribuye por Australia (Queensland).

## Taxonomía
Fue descrita científicamente por Ferdinand von Mueller. Fue publicado por primera vez en Fragmenta phytographiæ Australiæ 10(83): 63, 121 en 1876.